# ナデジダ・ブルガルスカ
ナデジダ・ブルガルスカ（ブルガリア語: Надежда Българска, ラテン文字転写: Nadezhda Bŭlgarska, 1899年1月30日 - 1958年2月15日）は、ブルガリアの王族。

## 略歴

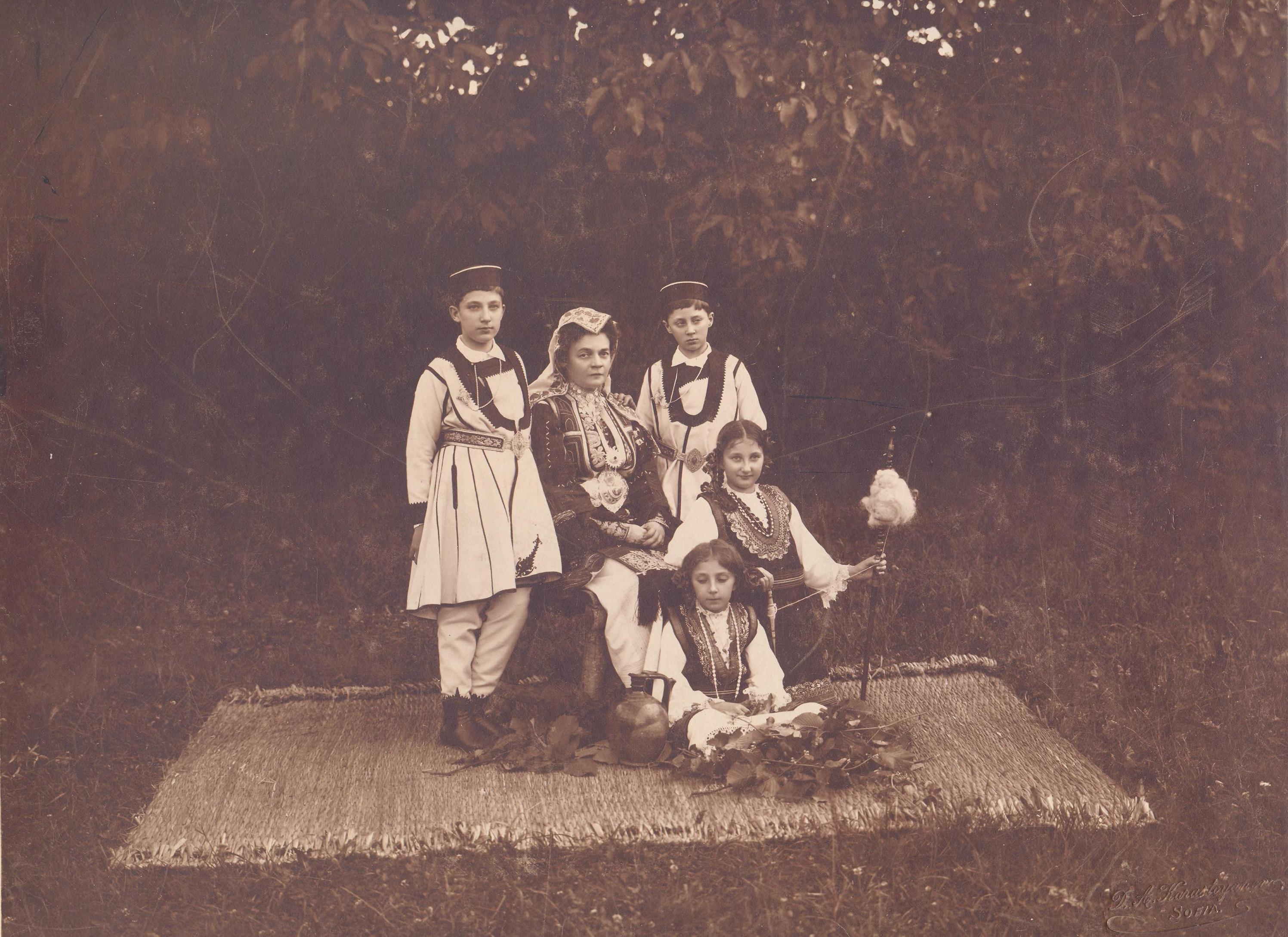
民族衣裳を着たブルガリア王家の人々。継母エレオノーラを中央にボリス、キリル、エヴドキヤ、ナデジダの四兄妹。

ブルガリア公フェルディナント（のちブルガリア王）とその最初の妃であったブルボン＝パルマ家のパルマ公女マリーア・ルイーザの間に第四子次女として生まれた。全名はナデジダ・クレメンティナ・マリヤ・ピヤ・マジェラ（ブルガリア語: Надежда Клементина Мария Пия Мажелла, ラテン文字転写: Nadezhda Klementina Mariya Piya Mazhella）。母はナデジダを産んだ直後に亡くなったため、姉のエヴドキヤとともに父の後妻となった王妃エレオノーラの手元で育てられた。
1924年1月24日にドイツのバート・メルゲントハイムにおいて、ヴュルテンベルク王家家長アルブレヒトの次男であるヴュルテンベルク公アルブレヒト・オイゲンと結婚した。夫との間に3男2女5人の子女をもうけた。
1958年にシュトゥットガルトにおいて59歳で亡くなった。

## 子女
夫アルブレヒト・オイゲンとの間に3男2女の5人の子女をもうけた。
- フェルディナント・オイゲン・アルブレヒト・マリア・ヨーゼフ・イヴァン・リルスキ・フィリップ・アウグスト・クレメンス・カール・ロベルト・ルートヴィヒ・ボリス・キリル・フランツ・デ・パウラ（1925年 - 2020年）
- マルガレータ・ルイーゼ・オイドクシエ・ナデイーダ・マリア・ヨーゼファ・アルベルティーネ・テレーゼ・アメーリエ・エリーザベト・ベネディクタ・ローザ・カタリーナ・エリーザベタ・ボナ（1928年 - 2017年） - 1970年、シュヴィニー子爵フランソワ・ジョルジュ・マリー・ルース＝バイイと結婚
- オイゲン・エーバーハルト・アルブレヒト・マリア・ヨーゼフ・イヴァン・リルスキ・ロベルト・ウルリヒ・フィリップ・オド・カール・フーベルト（1930年 - 2022年） - 1962年にオーストリア大公女アレクサンドラ[注釈 1]と結婚（1972年離婚）
- アレクサンダー・オイゲン・フィリップ・アルブレヒト・フェルディナント・マリア・ヨーゼフ・イヴァン・リルスキ・ヨハンネス・ヨーゼフ・フォン・クロイツ（1933年 - ）
- ゾフィー・オイドクシエ・ルイーゼ・ヨーゼファ・マルガレーテ・テレジア・フォム・キンデ・イェズ・コンラーダ・ドナータ（1937年 - ） - 1969年にAntonio Manuel Rôxo de Ramos-Bandeiraと結婚（1974年離婚）